# Huis Albret

Wapen van Albret

het gebied van het Huis Albret in 1477 (lichtgroen)

Het huis Albret is een Frans adellijk geslacht.
Het geslacht was oorspronkelijk in het bezit van de heerlijkheid met als centrum Labrit, in de Franse Landes.
De leden ervan werden rijk als begeleider van karavaans. Daardoor konden zij hun gebied uitbreiden tot aan de Atlantische Oceaan en de Garonne (in de 13e eeuw). Oorspronkelijk waren zij aanhangers van Engeland, maar vervolgens veranderden zij van kamp en sloten zich aan bij Karel V van Frankrijk, die een van hen, Karel I in 1402 aanstelde tot connétable van Frankrijk.
Het huis Albret zette zijn opgang verder en werd begunstigd door Karel VI en Karel VII van Frankrijk. Zij verwierven het graafschap Foix en de troon van Navarra, door het huwelijk van Johan III met Catharina van Navarra. Toppunt werd de Franse troon, met Hendrik IV van Frankrijk, zoon van Johanna van Albret, de kleindochter van Johan III van Navarra.

## Heersers van Albret
- 1050-1080: Amanieu I van Albret
- 1080-1097: Bernard Ezi I van Albret (of Bernard I), zoon van de vorige
- 1097-1119: Amanieu II van Albret, zoon van de vorige
- 1119-1141: Amanieu III van Albret, zoon van de vorige
- 1141-1164: Bernard Ezi II van Albret, zoon van de vorige
- 1164-1174: Amanieu IV van Albret, zoon van de vorige
- 1174-1209: Amanieu V van Albret, zoon van de vorige
- 1209-1255: Amanieu VI van Albret, zoon van de vorige
- 1255-1270: Amanieu VII van Albret, zoon van de vorige
- 1270-1281: Bernard Ezi III van Albret, zoon van de vorige
- 1281-1295: Mathe van Albret, dochter van de vorige
- 1295-1298: Isabella van Albret, zus van de vorige
- 1298-1324: Amanieu VIII van Albret, oom van de vorige
- 1324-1358: Bernard Ezi IV van Albret, zoon van de vorige
- 1358-1401: Arnold Amanieu van Albret, zoon van de vorige
- 1401-1415: Karel I van Albret, zoon van de vorige
- 1415-1471: Karel II van Albret, zoon van de vorige
- 1471-1522: Alain van Albret, kleinzoon van de vorige
- 1522-1555: Hendrik II van Navarra (als Hendrik I), kleinzoon van de vorige
- 1555-1572: Johanna van Albret, dochter van de vorige
- 1572-1610: Hendrik IV van Frankrijk (als Hendrik II), zoon van de vorige